# Quinguengue
Quinguengue é uma vila e comuna angolana que se localiza na província de Malanje, pertencente ao município de Massango.